# Лазарево (Муромский район)
Ла́зарево — село в Муромском районе Владимирской области, входит в состав Ковардицкого сельского поселения.

## История
Село Лазарево на реке Ильинке в начале XVII в. значится старинной вотчиной губного старосты муромца Дружины Юрьева с братьями. Согласно писцовым книгам 1629—1630 гг., в деревне в это время уже была деревянная церковь во имя праведного Лазаря, и другая церковь — в честь Архистратига Михаила. При церквях служили два священника, дьяк и 2 пономаря, пашни церковной «худые земли» по 20 четвертей в поле, сена 40 копен, в селе двор вотчинников и 10 крестьянских дворов.
Согласно окладным книгам 1676 года, в селе Лазарево имелась «церковь Архистратига Михаила, у тое церкви двор попа Илариона, пономарев, да в том селе приходских дворов: три двора помещиковых, 15 дворов крестьянских и 1 бобыльский». В приход входили также деревни Подболотная, Кривицы, Растуева и Максимовка, мельницы Жемчужина, Подболоцкая, Антипина и Потехина.
В июне 1806 года проживавшая в г. Муроме вдова майора, некая Пелагея Артемьевна Бычкова, обратилась к Преосвященному Ксенофонту, епископу Владимирскому и Суздальскому, с просьбой разрешить вместо имеющейся в селе Лазареве деревянной во имя св. Архангела Михаила церкви выстроить каменную во имя того же святого с приделами святителя и чудотворца Николая и святого Лазаря Праведного на деньги, завещанные майором Иваном Григорьевым Даровским и её мужем, Львом Ивановичем Бычковым, причём «старую церковь с деревянной же колокольней, по ветхости оных разобрав, употребить на обжиг кирпича, а службу Божию между тел, продолжать в имеющейся при означенной той церкви деревянной теплой во имя святого Лазаря Праведного». 17 июля 1806 г. благословение Преосвященного было получено, а Консисторией выдан соответствующий указ благочинному Муромской округи, священнику села Поздняково Агапу Трофимову.
В июле 1808 года было получено разрешение Епископа перенести из ветхой Лазаревской церкви антиминс и богослужебные облачения в новоустроенный придел св. Лазаря, а ветхую церковь «употребить на довершение обжига кирпича» для строящейся церкви. При разборе ветхой церкви «никаких мощей и старых антиминсов не найдено, престола же и жертвенника доски, столбы, перекрестья и верви сожжены».
В июле 1808 года строительство новой церкви было окончено. По рапорту благочинного Агапа Трофимова от 11 августа 1808 г., церковь «книгами новой, а не старой печати всего церковного круга, сосудами церковными, олтарными одеждами, священноцерковнослужительными облачениями шелковыми удовольствована», «в трапезе по правую сторону в приделе во имя святителя и чудотворца Николая в иконостасе образа греческого письма, а с немецких кунштов да и с двуперстным сложением писанных нет». В иконостасе Никольского придела справа от царских врат помещались иконы Господа Вседержителя и Святителя Николая, с левой стороны — Пресвятой Богородицы Казанской, св. мучеников Флора и Лавра, святителя Николая, во втором ярусе над царскими вратами образ Тайной вечери.

### Иулиания Лазаревская
В холодном Архангельском храме, у северной стены, была устроена гробница над местом упокоения праведной Ульяны Устимовны Недюревой-Осорьиной. Согласно рукописному житию праведной Иулиании, составленному её сыном Каллистратом «по реклу Дружиною» Осорьиным, святую погребли в дубовом гробу 10 января 1605 года у церкви св. Лазаря в селе Лазаревское, где она и подвизалась.

## Население
| 1859 |
| ---- |
| 220  |

| 1859 | 1905 | 1926 | 2002 | 2010 | 2012 | 2021 |
| ---- | ---- | ---- | ---- | ---- | ---- | ---- |
| 220  | ↗465 | ↗855 | ↘277 | ↘274 | ↘263 | ↘248 |

## Достопримечательности
В селе расположена Церковь Михаила Архангела (1812), являющаяся Лазаревским подворьем Спасо-Преображенского монастыря.